# Жадан, Виктор Захарович
Виктор Захарович Жадан (укр. Віктор Захарович Жадан; 24 ноября 1912, Еланец (ныне Николаевской области Украины) — 7 декабря 1994, Одесса) — украинский советский учёный, специалист в области технологии хранения пищевых продуктов. Доктор технических наук (1970), педагог, профессор (1971). Основатель научной школы тепловлагообмена при хранении плодоовощной продукции.

## Биография
В 1938 году окончил Одесский технологический институт консервной промышленности (ныне Институт холода, криотехнологий и экоэнергетики имени В. С. Мартыновского ОНАПТ), где был оставлен на работу: в 1949—1969 — декан холодильного факультета, в 1969—1988 — заведующий кафедры кондиционирования воздуха, в 1973—1984 — заведующий кафедры холодильных машин.
Один из старейших работников и организаторов Институт холода.

## Научная деятельность
Занимался научными исследованиями технологии хранения плодоовощной продукции, низкотемпературной техники. Выдвинул и обосновал теорию тепло-влагообменных процессов в плодоовощехранилищах.
Автор ряда трудов и учебников. В составе коллектива получил патент на изобоетение «Холодильной камеры для хранения плодоовощных продуктов»

## Избранные публикации
- Судовые холодильные установки и их эксплуатация: Учеб. Ленинград, 1971 (в соавт.);
- Теоретические основы кондиционирования воздуха при хранении сочного растительного сырья. Москва, 1972;
- Теплофизические основы хранения сочного растительного сырья на пищевых предприятиях. Москва, 1976;
- Влагообмен в плодоовощехранилищах. Москва, 1985.